# Pico da Atalaia

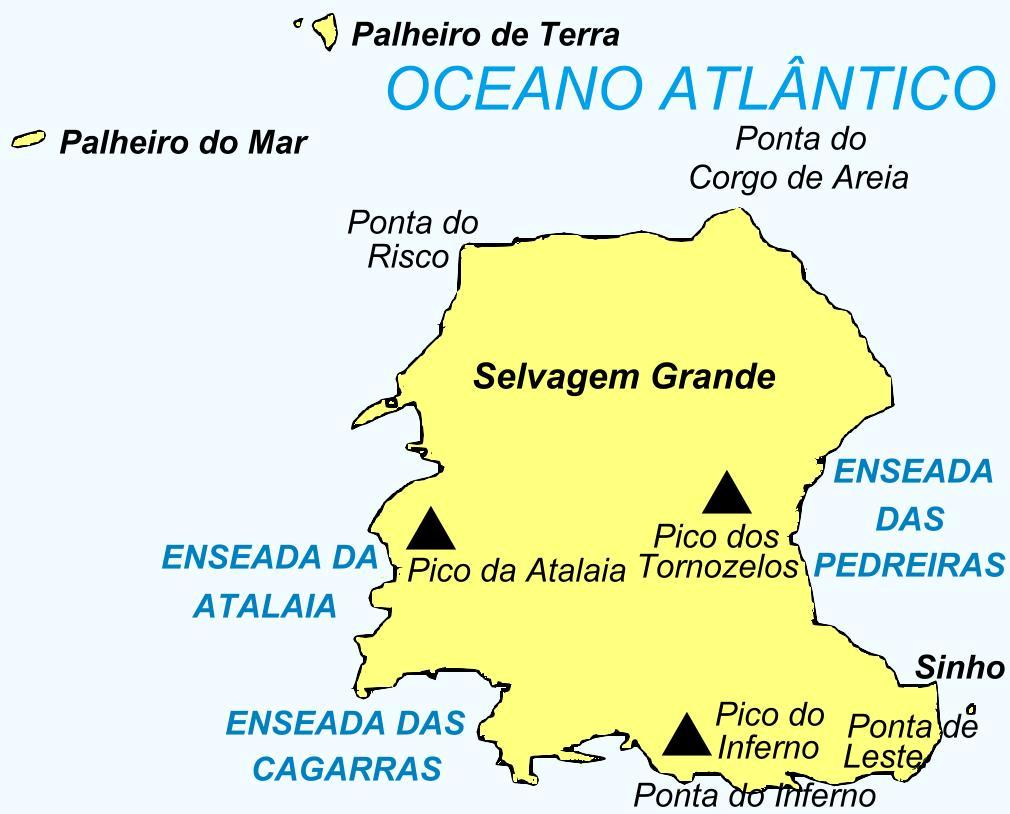
Geografía de la isla Salvaje Grande, en él se muestra el pico de la Atalaya.

Pico da Atalaia (en español: Pico de la Atalaya) es el punto más alto de la isla Salvaje Grande, de las islas Salvajes (RAM), con cerca de 163 metros de altura. Desde este pico en días de buena visibilidad, pueden ser avistados en el sur, los 3.718 metros del Pico del Teide, en la isla de Tenerife, Islas Canarias (España).
El 6 de junio de 1977 se instaló un faro en la cima de este pico.
- Datos: Q9059404